# Gianna Maria Canale
Pour les articles homonymes, voir Canale.
Gianna Maria Canale, née le 12 septembre 1927 à Reggio de Calabre, (Calabre), et morte le 13 février 2009 à Sutri, Viterbe, (Latium), est une actrice italienne.

## Biographie

### Carrière et vie privée
D'abord secrétaire en entreprise, Gianna Maria Canale est élue Miss Calabre au cours de l'été 1947 et arrive deuxième au concours de Miss Italie, remporté cette année-là par Lucia Bosè. Lors du concours auquel participent d'autres futures vedettes du cinéma italien, telles que Gina Lollobrigida, Silvana Mangano et Eleonora Rossi Drago, elle est remarquée par le réalisateur Riccardo Freda qui, bien que marié et son aîné de dix-huit ans, tombe amoureux d'elle et lui propose des films destinés à mettre en valeur sa beauté. L'année suivante, elle tient un premier rôle, celui de la baronne Lehmann dans Le Chevalier mystérieux (1948). C'est immédiatement un grand succès, relayés par des couvertures dans les magazines les plus populaires.

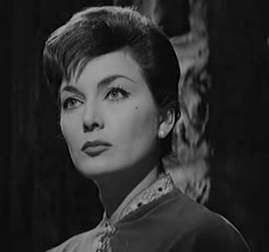
Gianna Maria Canale dans Les Vampires (1957).

Avec Riccardo Freda, qui a quitté sa femme pour vivre avec elle, commence une relation intense, sur le plateau et en dehors. Ils s'installent tous deux au Brésil où ils tournent Guarany (1950) et O Caçula do Barulho (1949), mais Canale, qui a le mal du pays, oblige Freda à retourner en Italie où elle continue d'être son actrice préférée.
Dans Il conte Ugolino (1949), elle révèle son tempérament dramatique. La même année, elle joue dans Totò le Moko (1949) de Carlo Ludovico Bragaglia, aux côtés de Totò, avec qui elle tournera ultérieurement Il coraggio (1955). En 1951, elle est invitée pour un film à Hollywood et fait la couverture du magazine Life. Le 2 juin 1952 à Florence, elle a un accident de voiture avec Riccardo Freda au volant, ce qui lui laisse une faiblesse musculaire faciale. En 1954, elle connaît un succès personnel avec Théodora, impératrice de Byzance de Riccardo Freda.
À partir du milieu des années 1950, elle est l'une des reines du péplum et joue dans des films à grand succès tels que Sous le signe de la croix (1956), La Muraille de feu (1957). Les Travaux d'Hercule (1958) et La Révolte des gladiateurs (1958). Elle interprète la baronne Du Grand dans Les Vampires (1957), qui est le premier film d'épouvante gothique italien et la dernière œuvre réalisée pour elle par Riccardo Freda.
Sa relation avec le réalisateur rompue, Gianna Maria Canale apparaît néanmoins dans de nombreux autres péplums et films de cape et d'épée, dont certains sont des coproductions françaises. Son dernier grand film est Il boom de Vittorio De Sica en 1963, dans le rôle de l'épouse frivole d'Alberto Sordi ; l'année suivante, elle quitte le monde du spectacle et se retire sur la petite île méditerranéenne de Giannutri.

### Retrait de la vie publique
Pendant plus de quarante ans retirée sur la petite île méditerranéenne de Giannutri au large de la Toscane, Gianna Maria Canale n'apparaît plus à la télévision ni ne se laisse photographier.
Avec l'âge, la vie sur une petite île dépourvue d'équipements et de services devient inconfortable : l'ancienne actrice déménage à Sutri; à une cinquantaine de kilomètres au nord-ouest de Rome.

### Mort
Gianna Maria Canale meurt le 13 février 2009 à l'âge de 81 ans.

## Filmographie
- 1948 : Le Chevalier mystérieux (Il cavaliere misterioso) de Riccardo Freda
- 1949 : O Caçula do Barulho de Riccardo Freda
- 1949 : Totò le Moko de Carlo Ludovico Bragaglia
- 1949 : Il conte Ugolino de Riccardo Freda
- 1949 : Le Baiser d'une morte (Il bacio di una morta) de Guido Brignone
- 1950 : Guarany de Riccardo Freda
- 1950 : Le Fils de d'Artagnan (Il figlio di d'Artagnan) de Riccardo Freda
- 1951 : Trahison (Il tradimento) de Riccardo Freda
- 1951 : La Vengeance de l'Aigle noir (La vendetta di Aquila Nera) de Riccardo Freda
- 1951 : Tout ou rien (Go for Broke!) de Robert Pirosh
- 1952 : L'Ange du péché (L'eterna catena) d'Anton Giulio Majano
- 1952 : Le Passé d'une mère (Vedi Napoli e poi muori) de Riccardo Freda
- 1953 : Spartacus de Riccardo Freda
- 1953 : Alerte au Sud de Jean Devaivre : Nathalie Provence
- 1954 : Théodora, impératrice de Byzance de Riccardo Freda
- 1954 : Madame du Barry de Christian-Jaque
- 1955 : Il coraggio de Domenico Paolella
- 1955 : Napoléon de Sacha Guitry : Pauline Borghese
- 1956 : Femmes seules (Donne sole) de Vittorio Sala : Mara
- 1956 : La Châtelaine du Liban de Richard Pottier
- 1957 : La Muraille de feu (La Gerusalemme liberata) de Carlo Ludovico Bragaglia
- 1957 : Les Vampires (I vampiri) de Mario Bava
- 1957 : La Belle et le Corsaire (Il corsaro della Mezza Luna) de G. M. Scotese
- 1957 : Sous le signe de la croix de Guido Brignone
- 1958 : Les Travaux d'Hercule de Pietro Francisci
- 1958 : La Révolte des gladiateurs de Vittorio Cottafavi
- 1960 : La Reine des Amazones de Vittorio Sala
- 1960 : Le Conquérant de l'Orient (Il conquistatore d'Oriente) de Tanio Boccia
- 1960 : La Reine des pirates de Mario Costa
- 1960 : Les Nuits de Raspoutine de Pierre Chenal
- 1961 : Maciste contre le fantôme (Maciste contro il vampiro) de Sergio Corbucci
- 1962 : La Bataille de Corinthe de Mario Costa
- 1962 : Le Tigre des mers de Luigi Capuano
- 1962 : Le Chevalier de Pardaillan de Bernard Borderie
- 1963 : Le Fils de Spartacus de Sergio Corbucci
- 1963 : Il boom de Vittorio De Sica
- 1964 : Le Pont des soupirs (Il ponte dei sospiri) de Carlo Campogalliani et Piero Pierotti